# Dressed to Kill (álbum)
Dressed to Kill é o terceiro álbum de estúdio da banda Kiss, lançado em 19 de março de 1975 pela gravadora Casablanca Records.
Apesar de ter um dos maiores hits da banda "Rock and Roll All Nite" este álbum não foi muito bem recebido pelo público, mas depois ganhou disco de ouro. É o único álbum do Kiss produzido pelo presidente da Casablanca Records, Neil Bogart.
O álbum traz composições da época do Wicked Lester (Exemplo: "She", "Love Her All I Can"). Em 1997 o álbum foi re-lançado (junto com a maioria dos álbum do Kiss) numa versão remasterizada.
| Críticas profissionais                                                      | Críticas profissionais |
| Avaliações da crítica                                                       | Avaliações da crítica  |
| Fonte                                                                       | Avaliação              |
| --------------------------------------------------------------------------- | ---------------------- |
| allmusic                                                                    | [ 1 ]                  |
| Pitchfork                                                                   | [ 2 ]                  |
| Rolling Stone                                                               | (Positiva)             |
| Esta tabela precisa de ser acompanhada por texto em prosa. Consulte o guia. |                        |

## Faixas
Todas as faixas por Paul Stanley, Gene Simmons e Ace Frehley, exceto aonde anotado.
| N.º            | Título                                | Duração |  |
| 1.             | "Room Service"                        | 2:59    |  |
| 2.             | "Two Timer"                           | 2:47    |  |
| 3.             | "Ladies in Waiting"                   | 2:35    |  |
| 4.             | "Getaway"                             | 2:43    |  |
| 5.             | "Rock Bottom"                         | 3:54    |  |
| 6.             | "C'mon and Love Me"                   | 2:57    |  |
| 7.             | "Anything for My Baby"                | 2:35    |  |
| 8.             | "She (Gene Simmons, Stephen Coronel)" | 4:08    |  |
| 9.             | "Love Her All I Can"                  | 2:40    |  |
| 10.            | "Rock and Roll All Nite"              | 2:49    |  |
| Duração total: | Duração total:                        | 30:07   |  |

## Integrantes
- Gene Simmons - Baixo, Vocal principal e Vocal de Apoio
- Paul Stanley - Guitarra Rítmica, Vocal principal e Vocal de Apoio
- Ace Frehley - Guitarra Solo
- Peter Criss - Bateria, Vocal principal e Vocal de Apoio

## Posições Atingidas
- #32

| Certificador | Certicado |
| ------------ | --------- |
| RIAA         | Ouro      |

## Singles
| Ano  | Single                   | Chart                     | Posição |
| ---- | ------------------------ | ------------------------- | ------- |
| 1975 | "Rock And Roll All Nite" | US Mainstream Rock Tracks | 60      |
| 1975 | "Rock And Roll All Nite" | US Hot 100                | 68      |

## Lançamentos
- Casablanca Records (19 de Março de 1975): LP
- Mercury Records (Julho de 1987): CD
- Mercury Records (15 de Julho de 1997): CD Remasterizado